# Go (chanson)
Pour les articles homonymes, voir Go.
Singles de Moby
Mobility
(1990) Drop a Beat
(1992)
Pistes de Moby
Mercy Help Me
To Believe
Go est un single du musicien américain Moby sorti en 1990 originellement tiré de son album éponyme. Il inclut des échantillons musicaux tirés du Laura Palmer's Theme de la série télévisée Twin Peaks, et des voix de la chanson Go! de Tones on Tail. Le vidéoclip du titre est réalisé par Ondrej Rudavsky.
14 différents remixes du titre ont été composées et regroupés en un disque intitulé Rare: The Collected B-Sides 1989–1993. Le nom de la version Woodtick Mix est une possible référence au septième épisode de Twin Peaks, lorsque l'agent Dale Cooper est touché par balle. En 2010, Go est classé 134e du Top 200 Tracks of the 1990s de Pitchfork Media.

## Liste des pistes
CD
| 1. | Go (Woodtick Mix)   | 6:31 |
| 2. | Go (Low Spirit Mix) | 6:09 |
| 3. | Go (Analog Mix)     | 6:22 |

| 1. | Go (Radio Edit)     | 3:32 |
| 2. | Go (Rainforest Mix) | 5:18 |
| 3. | Go (Subliminal Mix) | 4:30 |
| 4. | Go (Woodtick Mix)   | 6:31 |
| 5. | Go (Soundtrack Mix) | 5:21 |
| 6. | Go (Original Mix)   | 6:15 |

| 1. | Go (Original Mix) | 6:13 |
| 2. | Go (Remix)        | 6:09 |
| 3. | Breathe           | 6:15 |